# Kara-katorga

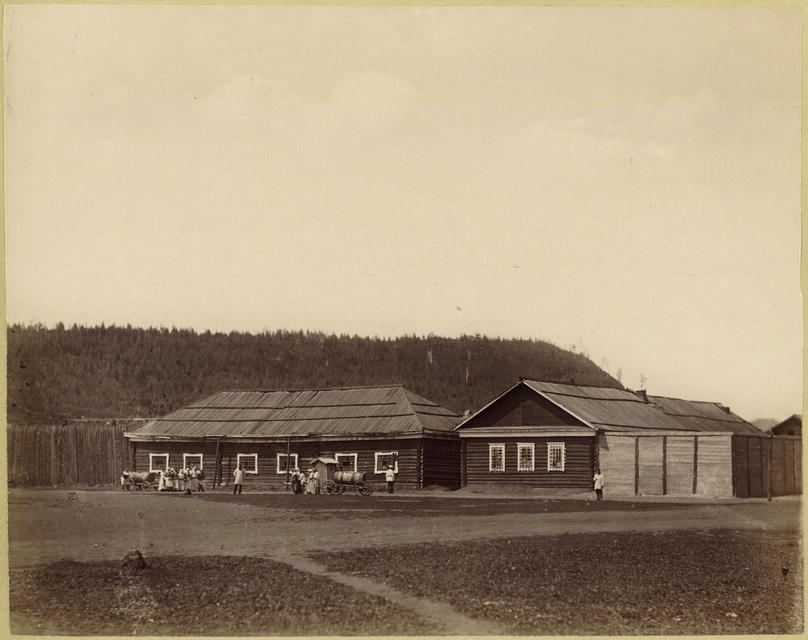
Een gevangenis van de Kara-katorga (1891)

De Kara-katorga (Russisch: Карийская каторга, Kariejskaja katorga) was de naam voor een aantal katorga gevangenissen met zeer streng regime langs de rivier de Kara in Transbaikalië en waren onderdeel van de Nertsjinsk-katorga.
De katorga bestond van 1838 tot 1893. Van 1873 tot 1890 werden er politieke gevangenen vastgehouden.
Na de Karatragedie van 1889 werd de Kara-katorga gesloten.
De gevangenen in de Kara-kartorga werden ingezet in de goudmijnbouw. In 1832 was namelijk goud gevonden bij de Kararivier. De eerste rijke ader geschikt voor exploitatie werd gevonden in 1838, wat het Beneden-Karaveld (Нижне-карийский прииск) deed ontstaan. In 1839 werd het Boven-Karaveld ontdekt, gevolgd door het Middel-Karaveld in 1852. De velden aan de Kara bleken de rijkste te zijn van Transbaikalië. In de hoogtijdagen leverden ze jaarlijks 1 ton goud.
Het grootste deel van de gevangenen waren veroordeelde criminelen (tot 2.000 personen). Na het ontstaan van nationale bevrijdingsbewegingen in Polen en Litouwen werd de Kara-katorga gebruikt voor het opsluiten van de Poolse en Litouwse opstandelingen. Na de Poolse opstand van 1830 tot 1831 werd de eerste kleine groep hiervandaan naar de Kara-katorga gestuurd. Het grootste deel kwam echter naar de katorga na de Januariopstand in 1863, in totaal ongeveer 180 personen. Later werden ook een aantal Russische revolutionairen naar de Kara-katorga gestuurd, waarvan het merendeel lid was van de Narodnaja Volja. In totaal werden 185 mannen en 32 vrouwen als politieke gevangenen te werk gesteld in de Kara-katorga.

## Karatragedie

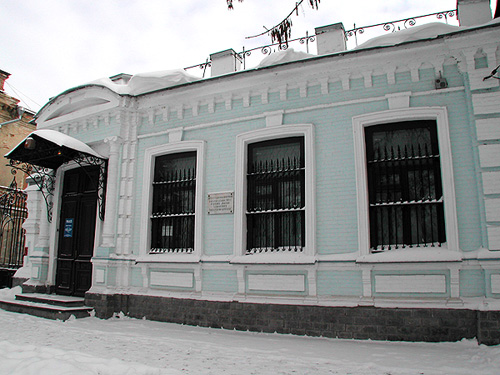
Voormalige ondergrondse uitgeverij in Taganrog

De Karatragedie was een incident dat plaatsvond van 7 november tot 11 november 1889. Politieke gevangenen hadden enkele privileges in vergelijking met criminelen. Het bestuur van de Kara-katorga besloot echter deze af te schaffen, waartegen de politieke gevangen in protest gingen. De leider van het bestuur van de katorga gaf bevel tot lijfstraf voor de vrouwelijke gevangene Nadezjda Sigida van de nederzetting Oest-Karsk. Zij was 27 jaar oud en een lid van de Narodnaja Volja. Zij was veroordeeld tot 8 jaar katorga voor het opzetten van een uitgeverij in Taganrog. Nadat ze was geslagen met de zweep, ontnam ze zichzelf van het leven. Als protest namen 20 van de politieke gevangenen vergif in, waarop 6 van hen (4 vrouwen en 2 mannen) stierven.
Dit incident zorgde voor publieke opschudding. Als gevolg hiervan werd de Kara-katorga gesloten en werden lijfstraffen verboden voor  vrouwelijke gevangenen en dvorjanen door de wet van 28 maart 1893.
De Russische kunstenaar Nikolaj Kasatkin maakte het schilderij Karatragedie in 1930.